# كهوف شعر توائم الماعز
كهوف شعر توائم الماعز (بالإنجليزية: Goat's Hair Twin Caves)‏ هي كهوف تقع ضمن أقاليم ما وراء البحار البريطانية في منطقة جبل طارق التابعة للتاج البريطاني.